# Eupithecia sublineata
Eupithecia sublineata là một loài bướm đêm trong họ Geometridae.